# رون رامين
رون رامين (بالإنجليزية: Ron Ramin)‏ هو ملحن أمريكي، ولد في 1953 في نيويورك في الولايات المتحدة.

## وصلات خارجية
- رون رامين على موقع IMDb (الإنجليزية)
- رون رامين على موقع قاعدة بيانات الفيلم (الإنجليزية)